# Hjalmar Johansson
Hjalmar Johansson (n. 20 ianuarie 1874, Karlskrona, Comitatul Blekinge, Suedia – d. 30 septembrie 1957, Stockholm, Suedia) a fost un săritor în apă ce a reprezentat Suedia, medaliat olimpic. A participat la 2 ediții ale Jocurilor Olimpice (1908, 1912) în care a câștigat o medalie de aur și o medalie de argint.